# Kanał Baborowski
Kanał Baborowski – ciek w gminach Oborniki i Szamotuły, lewy dopływ Kanału Przybrodzkiego. 
Źródła zlokalizowane są na północ od Popówka. Potem ciek płynie na południe przepływając wzdłuż wschodniej części zabudowań Popowa i zachodnich Baborowa. Na południowy zachód od tej drugiej wsi uchodzi do Kanału Przybrodzkiego na zmeliorowanych łąkach.